# Neuplatonismus

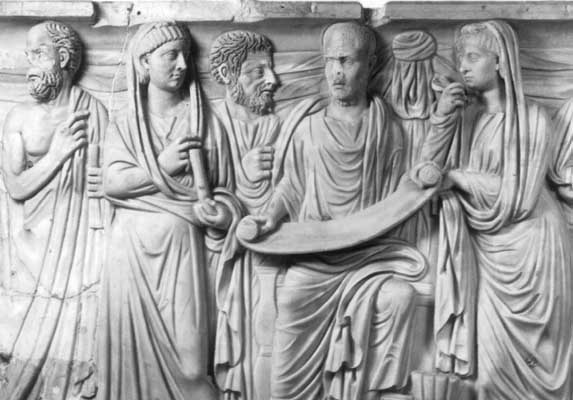
Mutmaßliche Darstellung Plotins auf einem Sarkophag im Museo Gregoriano Profano, Vatikanische Museen

Neuplatonismus ist eine moderne Bezeichnung für die jüngste Schulrichtung im antiken Platonismus, der eine der bedeutendsten Strömungen der griechischen Philosophie war. Der Neuplatonismus entstand im 3. Jahrhundert n. Chr. aus dem Mittelplatonismus. Von Rom aus, wo der Philosoph Plotin († 270) eine neuplatonische Philosophenschule gegründet hatte, breitete sich die neuplatonische Bewegung über das Römische Reich aus. In der Spätantike war der Neuplatonismus die einzige übriggebliebene Variante des Platonismus. Er dominierte das gesamte philosophische Denken dieser Epoche bis zu ihrem Ende im 7. Jahrhundert. Die anderen traditionsreichen Schulen der antiken Philosophie wie etwa der Epikureismus oder die noch im 2. Jahrhundert n. Chr. dominante Stoa waren hingegen weitgehend erloschen.
Als letzte Repräsentanten der antiken griechischen Philosophie führten die Neuplatoniker die Auseinandersetzung mit dem erstarkenden und schließlich zur römischen Staatsreligion erhobenen Christentum, die zwischen Anpassung und Widerstand schwankte. Manche Neuplatoniker waren stark mit der traditionellen griechisch-römischen Religion verbunden und standen in unversöhnlicher Opposition zum nun herrschenden Christentum, andere aber arrangierten sich mit den bestehenden Verhältnissen oder waren selbst Christen. Die religiösen Kontroversen der Spätantike, auch innerhalb des Christentums, wurden teilweise mit philosophischen Argumenten ausgetragen. Dabei beschränkten sich die Kirchenväter als Wortführer der Christen nicht etwa auf Polemik gegen die „Heiden“, sondern übernahmen auch manches aus dem Gedankengut der Neuplatoniker.
Wie alle Platoniker beriefen sich die Neuplatoniker auf die Lehren Platons, die sie jedoch teilweise eigenwillig auslegten. Sie zählten meist auch Aristoteles zu den Platonikern, obwohl dieser seinem Lehrer Platon in vielem widersprochen hatte. Kennzeichnend für den Neuplatonismus ist das Bestreben, Platons Philosophie als umfassendes metaphysisches System zu interpretieren. Die späten Neuplatoniker bauten das ursprünglich relativ einfache System der Frühzeit zu einem immer komplexeren Modell der geistigen und der sinnlich wahrnehmbaren Welt aus. Innerhalb des Neuplatonismus bildeten sich verschiedene Richtungen, zwischen denen gewichtige Unterschiede bestanden. Die spätantiken Philosophen setzten sich dabei auch intensiv mit ihren Vorgängern bis hin zu den Vorsokratikern auseinander, deren Positionen teils nur aus diesem Grund überliefert sind.

## Begriff
Die Begriffe „Neuplatonismus“ und „Neuplatoniker“ wurden erst in der Neuzeit geprägt. Sie entstanden im deutschen Sprachraum, später wurden sie durch Übersetzung in andere Sprachen international geläufig. Ab dem späten 18. Jahrhundert bezeichnete man antike Platoniker, deren zeitlicher Abstand zu Platon groß ist, als „Neuplatoniker“ oder „neuere Platoniker“, zunächst ohne damit die Vorstellung einer bestimmten deutlich abgegrenzten Schulrichtung zu verbinden. Der Begriff war anfangs abwertend gemeint, er sollte Verfallserscheinungen im späten Platonismus der Antike und Missdeutung der Lehre Platons bezeichnen. Erst 1864 legte der Philosophiehistoriker Heinrich von Stein eine klare und eingehende Begriffsbestimmung vor. Er verstand unter Neuplatonismus nur die Phase des Platonismus, die mit Plotin bzw. dessen Lehrer Ammonios Sakkas beginnt, und stellte fest, dass es sich um ein System handle, das vom gesamten älteren Platonismus inhaltlich zu unterscheiden sei. Steins Verwendung des Begriffs setzte sich ab etwa 1900 allgemein durch. Da Ammonios Sakkas keine Schriften hinterließ und Versuche, seine Lehre zu rekonstruieren, in den Einzelheiten hypothetisch sind, wird gewöhnlich Plotin als Begründer des Neuplatonismus betrachtet. Das Ende des Neuplatonismus fällt ungefähr mit dem Ende der Antike im 7. Jahrhundert zusammen. Das neuplatonische Denken blieb zwar auch im Mittelalter präsent und erfuhr in der Renaissance eine Wiederbelebung, doch pflegt man nachantike (neu)platonisch orientierte Philosophen nicht Neuplatoniker zu nennen.
Die Bezeichnung „Mittelplatonismus“ (ursprünglich „mittlerer Platonismus“) wurde erst im frühen 20. Jahrhundert zur Abgrenzung des Neuplatonismus von der vorangehenden Epoche eingeführt. Philosophiehistoriker, welche die Kontinuität zwischen Mittel- und Neuplatonismus und die Schwierigkeit einer sauberen inhaltlichen Abgrenzung betonen, halten die Verwendung dieser Epochenbegriffe für problematisch. Gerechtfertigt ist die Periodisierung aber dadurch, dass die Neuplatoniker selbst zwischen „alten“ (mittelplatonischen) und „neuen“ (neuplatonischen) Auslegern der Lehre Platons unterschieden, woraus ersichtlich ist, dass sie sich einer Zäsur bewusst waren.

## Historischer Überblick

### Vorgeschichte
Die von Platon gegründete Philosophenschule, die Platonische Akademie in Athen, stellte spätestens 86 v. Chr. wegen Kriegswirren ihren Lehrbetrieb definitiv ein. In den folgenden Jahrhunderten gab es kein allgemein anerkanntes Zentrum des Platonismus mehr, keine organisierte Gemeinschaft der Gesamtheit der Platoniker, sondern nur Schülerkreise einzelner Lehrer an verschiedenen Orten. Diese Philosophen der nachakademischen Zeit nennt man heute zur Unterscheidung von den Akademiemitgliedern und den Neuplatonikern „Mittelplatoniker“. Ihre Auffassungen waren zum Teil sehr unterschiedlich.
Eine wichtige Stätte mittelplatonischer Aktivität war Alexandria. Dort lehrte in der ersten Hälfte des 3. Jahrhunderts der Platoniker Ammonios Sakkas. Dieser Philosoph hinterließ keine Schriften, beeinflusste aber durch seine Schüler die Entwicklung des Platonismus nachhaltig. Seine schwer rekonstruierbare Lehre bildete den Übergang vom Mittelplatonismus zum Neuplatonismus.

### Die römische Schule
Der bedeutendste Schüler des Ammonios Sakkas war Plotin, der nach seiner Studienzeit in Alexandria 244 nach Rom übersiedelte und dort zu lehren begann. Er war der eigentliche Begründer des Neuplatonismus, dessen Keimzelle die von ihm gegründete römische Philosophenschule war. Inwieweit Kernelemente des neuplatonischen Denkens schon bei Ammonios Sakkas vorhanden waren, ist unklar. Plotin genoss in Rom hohes Ansehen, Kaiser Gallienus schätzte und förderte ihn, und seine Philosophie fand in der politischen Führungsschicht Anklang.
Plotins berühmtester Schüler Porphyrios bemühte sich in seinen zahlreichen Werken, den wesentlichen Gehalt der verschiedenen Lehren der griechischen Philosophie (mit Ausnahme des verpönten Epikureismus) zusammenzufassen und in das von Plotin geschaffene System einzuordnen. Indem er Plotins Schriften ordnete, redigierte und veröffentlichte, rettete er sie für die Nachwelt, womit er einen maßgeblichen Beitrag zum Fortleben des Neuplatonismus leistete. Nach dieser Ordnung sind die gesammelten Werke Plotins unter der Bezeichnung Enneaden – „Neuner(gruppen)“ – bekannt. Porphyrios scheute sich nicht, manche Positionen seines hochverehrten Lehrers zu verwerfen. Darin zeigt sich seine Eigenständigkeit und Unbefangenheit. Eine ausgeprägte Kritikbereitschaft war auch bei späteren Neuplatonikern verbreitet. Bei Meinungsverschiedenheiten formulierten sie ihre Ablehnung von Überzeugungen ihrer Lehrer oder Kollegen oder früherer neuplatonischer Autoren unverblümt. Auch beim Loben übten sie keine Zurückhaltung, sondern drückten ihre Bewunderung gern emphatisch aus.
Der erst in Athen lehrende, später im Reich von Palmyra als Berater der dortigen Herrscherin Zenobia tätige Mittelplatoniker Longinos, zu seiner Zeit eine der führenden Autoritäten, verwarf die meisten Grundannahmen des Neuplatonismus, äußerte aber seinen tiefen Respekt vor Plotins philosophischer Arbeitsweise.

### Weiterentwicklung im Osten
Ein Schüler Plotins, Amelios Gentilianos, ließ sich in Apameia in Syrien nieder und führte dort den Neuplatonismus ein. Als er Plotins Schule verließ und sich in den Osten des Reichs begab, nahm er seine umfangreiche, rund hundert Bücher umfassende Sammlung von Aufzeichnungen aus Plotins Lehrveranstaltungen mit.
In Syrien – sehr wahrscheinlich in Apameia – lehrte auch Iamblichos († um 320/325), der bei Porphyrios studiert hatte, später aber als entschiedener philosophischer Gegner seines ehemaligen Lehrers hervortrat. Mit seiner Kritik an Lehren Plotins und des Porphyrios gab Iamblichos der weiteren Entwicklung des Neuplatonismus eine neue Richtung, die von derjenigen der römischen Schule deutlich abwich. Seine Impulse wirkten im späteren Neuplatonismus stark nach. Eine Neuerung, die er einführte, war das Konzept der Theurgie (kultisches Handeln, wodurch sich der Mensch göttlichem Einfluss öffnet). Seine Theologie ließ Raum für den Einbau des traditionellen Polytheismus in das religiös-philosophische Weltbild des Neuplatonismus. Durch die philosophische Begründung der Theurgie ergab sich eine Verbindung der Philosophie mit religiöser Praxis, die für den spätantiken Neuplatonismus charakteristisch wurde und dessen Rivalität mit dem Christentum verschärfte.
Während der kurzen Regierung des philosophisch interessierten Kaisers Julian (360–363), der Iamblichos bewunderte und das Christentum zurückdrängen wollte, sollte der pagane Neuplatonismus die philosophische Basis für die geplante Erneuerung der alten römischen Religion bilden. Dieses Vorhaben scheiterte mit Julians Tod, doch auch unter seinen christlichen Nachfolgern blieb die pagane philosophische Tradition am Kaiserhof von Konstantinopel präsent: Der Rhetor Themistios († nach 388), der die hohe Wertschätzung mehrerer Kaiser genoss, setzte sich nachdrücklich für ein politisches Handeln nach philosophischen Grundsätzen ein.
Ein Schüler erst des Porphyrios und dann des Iamblichos war Theodoros von Asine. Theodoros verteidigte Lehrmeinungen des Porphyrios und anderer früherer Platoniker gegen die Kritik des Iamblichos. Er begründete eine Schulrichtung, die für ihre Gegnerschaft zu Iamblichos’ Philosophie bekannt war. Kaiser Julian erwähnte missbilligend das „Geschrei“ der „Theodoreer“, die Iamblichos herabsetzten.
Eine eigene neuplatonische Philosophenschule entstand auch in Pergamon. Ihr Gründer war Aidesios, ein Schüler des Iamblichos. Aus dieser Schule gingen mehrere namhafte Philosophen hervor: Maximos von Ephesos, Chrysanthios von Sardes, Eusebios von Myndos und Priskos. Auch Kaiser Julian nahm am Unterricht des Aidesios teil und war davon begeistert. In Pergamon lehrte auch die angesehene Philosophin Sosipatra († nach 362), die mit dem prominenten Neuplatoniker Eustathios verheiratet war.
In Athen gründete der reiche Philosoph Plutarch von Athen eine neuplatonische Philosophenschule. Diese Schule betrieb Traditionspflege, indem sie das einstige Gelände der Akademie in ihren Besitz brachte. Allerdings ist die in moderner Literatur öfters verwendete Bezeichnung „Akademie“ für die neuplatonische Schule nicht korrekt. Der Unterricht fand nicht auf dem Gelände von Platons Akademie statt, das nur noch ein Garten war, sondern in einem Privathaus Plutarchs, das nach seinem Tod Sitz der Schule und Wohnstätte ihres Leiters (des Scholarchen) blieb. Plutarchs Nachfolger als Scholarch war sein Schüler Syrianos, der stark von der Denkweise des Iamblichos beeinflusst war. Als bedeutendster Scholarch der Athener Schule gilt Syrianos’ Schüler und Nachfolger Proklos, der die Schule fast ein halbes Jahrhundert lang leitete und ihre Arbeit durch seine intensive Lehrtätigkeit und seine zahlreichen Schriften prägte. Da die Schule bedeutende Erbschaften von Gönnern erhielt und über großen Grundbesitz verfügte, der üppige Erträge einbrachte – die Einkünfte betrugen insgesamt über tausend solidi jährlich –, konnten die Philosophen ungestört von materiellen Problemen ihrer Tätigkeit nachgehen. Schwierigkeiten ergaben sich aber aus der religiösen Konstellation: Die Athener Schule war von Anfang an konsequent pagan orientiert und stand somit in Opposition zur christlichen Staatsreligion des Oströmischen Reichs. Daher verbot Kaiser Justinian im Jahr 529 den paganen Unterrichtsbetrieb in Athen, was zur Schließung der neuplatonischen Schule führte. Die athenischen Neuplatoniker, darunter Simplikios und der letzte Scholarch Damaskios, verließen zunächst Justinians Machtbereich und wanderten ins persische Sassanidenreich aus, kehrten aber bald ins Oströmische Reich zurück. Vielleicht ließen sich einige von ihnen in Carrhae nieder und setzten dort ihre Arbeit fort.
Auch in Alexandria bestand eine bedeutende neuplatonische Schultradition. Dort kam es zwischen militanten Christen und dem paganen Bevölkerungsteil im 4. und 5. Jahrhundert zu starken Spannungen. Die religiösen Konflikte in der Stadt, an denen auch die Juden beteiligt waren, wurden mitunter gewaltsam ausgetragen und gefährdeten den philosophischen Unterricht. Religiöse Gegensätze vermischten sich mit politischem Machtkampf und persönlicher Rivalität. Der aufgeheizten Stimmung fiel die prominente Neuplatonikerin Hypatia († 415/416) zum Opfer. Sie wurde von einer christlichen Menge überfallen und ermordet.
Das Verhältnis zwischen Neuplatonismus und Christentum im oströmischen Nordafrika war aber nicht nur antagonistisch, sondern es gab auch Bestrebungen, die auf einen Ausgleich und sogar auf eine Verbindung abzielten. Eine Synthese von Neuplatonismus und christlichem Denken hielt Synesios von Kyrene († nach 412), ein Schüler Hypatias, für möglich. Er war zugleich begeisterter Neuplatoniker und christlicher Bischof, womit er das Konzept einer Versöhnung der beiden rivalisierenden Weltanschauungen verkörperte.
Unter den paganen Neuplatonikern in Alexandria gab es eine gemäßigte Richtung, die den Ausweg aus dem Konflikt mit den Christen in religiöser Zurückhaltung sah und auf Empfindlichkeiten des christlichen Umfelds Rücksicht nahm, um das traditionelle Bildungswesen zu retten. Bei den Bemühungen um Entschärfung des religiösen Gegensatzes spielte der einflussreiche Philosophielehrer Ammonios Hermeiou († wohl nach 517) eine maßgebliche Rolle. Er schloss mit dem Patriarchen von Alexandria eine Vereinbarung, mit der er die Fortdauer des Schulbetriebs sichern konnte, wohl durch Verzicht auf die Propagierung provozierend wirkender religiöser Aktivitäten in der Schule. Diese Weichenstellung gewährleistete eine stabile Koexistenz und schuf Rahmenbedingungen, die es den Christen ermöglichten, sich als Hörer der paganen Philosophielehrer traditionelle Bildungsgüter anzueignen, ohne dadurch in Gewissenskonflikte zu geraten. Beigelegt war der religiöse Streit damit aber nicht; Johannes Philoponos, ein christlicher Schüler des Ammonios Hermeiou, wandte sich 529 in einer Streitschrift gegen den paganen Athener Neuplatoniker Proklos, der die Lehre von der Ewigkeit der Welt vertrat und damit die christliche Schöpfungsvorstellung verwarf. Philoponos warf Proklos eine falsche Auslegung von Platons Dialog Timaios vor.
Der letzte namhafte pagane Neuplatoniker in Alexandria war Olympiodoros der Jüngere († nach 565). Zu seinen Schülern gehörten wahrscheinlich die Philosophen Elias und David, die zumindest nominell Christen waren. In der alexandrinischen Schule – vielleicht bei Elias – erhielt auch der Christ Stephanos von Alexandria seine philosophische Ausbildung. Er wurde von dem oströmischen Kaiser Herakleios nach Konstantinopel berufen, wo er im frühen 7. Jahrhundert Unterricht erteilte und als „Weltlehrer“ hohes Ansehen genoss. So wurde der alexandrinische Neuplatonismus in die Hauptstadt des Reichs verpflanzt und erlebte dort eine letzte Blütezeit.

## Das System des Neuplatonismus
Plotin gilt als der Schöpfer des Neuplatonismus, doch er betrachtete sich nicht als Neuerer, sondern als treuen Anhänger der Lehre Platons, und auch die späteren Neuplatoniker wollten keine neue Philosophie schaffen, sondern nur Platons Weltdeutung und deren Konsequenzen korrekt darlegen. Ihre Annahmen stützten die Neuplatoniker durch Berufung auf einschlägige Stellen in Platons Werken ab. Dennoch führte der Neuplatonismus zu einer Umformung der Tradition und war faktisch eine neue Lehre, denn es wurden aus Ansätzen Platons Konsequenzen gezogen, die den Platonismus radikalisierten und neuartig ausgestalteten. Metaphysische Fragen dominierten, während die politische Philosophie, mit der sich Platon intensiv beschäftigt hatte, in den Hintergrund trat.

### Ontologie und Kosmologie

#### Voraussetzungen
Ein grundlegendes Element des Platonismus ist die scharfe Trennung zwischen der geistigen (intelligiblen) und der sinnlich wahrnehmbaren Welt. Die Platoniker gehen davon aus, dass die Sinneswelt ein Abbild der geistigen Welt ist, der sie ihre Existenz verdankt. In der geistigen Welt befinden sich die platonischen Ideen. Die Ideen sind die unwandelbaren Urbilder (Muster) der veränderlichen und stets mangelhaften, dem Entstehen und Vergehen unterliegenden materiellen Dinge. Als vollkommene und zeitunabhängige Muster sind sie in höherem Maße wirklich als ihre vergänglichen Abbilder, die sinnlich wahrnehmbaren Einzelgegenstände und Phänomene. Daher kommt ihnen ontologisch (in der Lehre von der Hierarchie der seienden Dinge) ein höherer Rang zu als den Sinnesobjekten. Das Niedrigere ist ein Erzeugnis des Höheren, nach dessen Vorbild es gestaltet ist und an dessen Eigenschaften es Anteil hat, soweit seine Daseinsbedingungen das gestatten. Es ist vom Höheren in jeder Hinsicht abhängig, während das Höhere in keiner Weise auf das Niedere angewiesen ist. Das Geistige ist als übergeordneter Bereich das Allgemeinere und Einfachere, das sinnlich Wahrnehmbare tritt verstreut in der Vielfalt und individuellen Besonderheit der einzelnen Sinnesobjekte in Erscheinung.
Im Rahmen der Vorgaben dieses Weltbilds blieben viele Fragen offen und wurden unter den Platonikern kontrovers diskutiert. Dabei ging es um die Beschaffenheit der geistigen Welt, um die Art ihrer Beziehung zur Sinneswelt und die Einzelheiten ihrer ständigen Einwirkung auf diese. Die Besonderheit der neuplatonischen Philosophie ergibt sich großenteils aus ihren Antworten auf diese schon im Mittelplatonismus erörterten Fragen. Für den Neuplatonismus ist charakteristisch, dass der Bereich des nicht sinnlich Wahrnehmbaren klarer hierarchisch strukturiert wurde, als dies in den älteren Traditionen des Platonismus üblich war. Die Grundstruktur ist dreiteilig, es werden drei hierarchisch geordnete Prinzipien angenommen: Zuoberst steht „das Eine“ (griechisch to hen), darunter der überindividuelle Geist oder Intellekt (griechisch nous), gefolgt vom seelischen Bereich, der den untersten Teil der rein geistigen Welt bildet; unmittelbar darunter beginnt die Sphäre der Sinnesobjekte.
Den Ausgangspunkt für die grundlegenden metaphysischen Gedankengänge der Neuplatoniker bildeten Überlegungen in Platons Dialog Parmenides. Dieser Dialog spielte bei ihnen eine zentrale Rolle, dort suchten sie den Kern der platonischen Weltdeutung, während für die Mittelplatoniker allein der Dialog Timaios im Vordergrund gestanden hatte. Der Neuplatoniker Proklos stellte fest, der Parmenides sei für die Metaphysik maßgeblich und der Timaios für die Kosmologie; in diesen beiden Dialogen sei das gesamte platonische Weltbild enthalten.

#### Das Eine
Ein Hauptziel neuplatonischen Philosophierens ist die Bestimmung des Verhältnisses von Einheit und Vielheit, insbesondere die Untersuchung des Übergangs vom Einen zum Vielen. Die Einheit wird dabei stets als das Ursprüngliche, Ursächliche und daher Höherrangige, die Vielheit als das aus der Einheit Hervorgegangene aufgefasst. Die Einheit ist allgemein, umfassend und undifferenziert, die Vielheit ist die Menge der aus der Einheit herausgetretenen Einzeldinge.
In diesem Weltbild ist „das Eine“ (die Einheit schlechthin) das erste und oberste Prinzip. Die Neuplatoniker (mit Ausnahme von Porphyrios) legten besonderen Wert darauf, den absolut transzendenten Charakter dieses Prinzips herauszuarbeiten und alle sich daraus ergebenden Konsequenzen zu ziehen. Das oberste Prinzip wird als völlig undifferenziert beschrieben. Wegen seiner absoluten Einfachheit bildet es den äußersten Gegensatz zum Differenzierten und Mannigfaltigen. Es kann keine Unterscheidung enthalten, weder eine Zweiheit noch sonstige Pluralität, sondern ist schlechthin „eines“. Daher wird es „das Eine“ genannt. Da das Einfachere dem Komplexeren stets übergeordnet ist in dem Sinn, dass es die Ursache für dessen Existenz bildet, ist das Eine notwendigerweise letztlich der Ursprung und Existenzgrund von allem und damit in der Kausalitätshierarchie das Höchste, was es überhaupt geben kann.
Aus religiöser Sicht kommt somit dem Einen als oberstem Prinzip die Funktion der vollkommenen höchsten Gottheit zu, also auch die mit dem Gottesbegriff assoziierte „Güte“. Demgemäß pflegten die Mittelplatoniker das oberste Prinzip mit der Idee des Guten, also dem Guten schlechthin, und mit dem göttlichen Geist, dem Nous, gleichzusetzen. So gesehen bildet es die Spitze der geistigen Welt. Es gab bei den Mittelplatonikern auch eine (umstrittene) Tendenz, Platons Schöpfergott (Demiurgen) mit der Idee des Guten, also mit dem höchsten Prinzip zu identifizieren. Aus neuplatonischer Sicht ist eine solche Betrachtungs- und Ausdrucksweise jedoch unangemessen. Das Eine darf nicht mit dem Geist identifiziert werden, denn der Geist hat notwendigerweise Inhalte und daher kommt ihm nicht Einheit zu, sondern Vielheit. Überdies stellt die Aussage, etwas sei geistig, bereits eine positive Bestimmung dar, die als solche dem absolut undifferenzierten Charakter des Einen widerspricht. Jede positive Bestimmung impliziert einen Unterschied, einen Gegensatz und damit Nicht-Einheit. Das Eine kann somit keine Idee sein, auch nicht die Idee des Guten, vielmehr ist es dem Geist und allen Ideen übergeordnet. Nur aus dem Blickwinkel des Denkenden erscheint es als etwas Höheres und damit Gutes. Nur aus dieser Perspektive betrachtet – nicht an und für sich – kann es als „gut“ bezeichnet werden. Da das Eine jenseits des Geistes ist, muss ihm auch das Denken und damit das Selbstbewusstsein abgesprochen werden.
Man kann nicht einmal wahrheitsgemäß aussagen, dass das Eine „ist“, denn das Sein als Gegenteil des Nichtseins oder das vollkommene Sein im Gegensatz zu einem geminderten Sein setzt bereits eine Unterscheidung voraus und damit etwas, was dem Einen nachgeordnet ist. Genau genommen ist auch die Bestimmung des Einen als „Eines“, als einfach oder einheitlich im Sinne eines Gegensatzes zur Pluralität eine Verkennung seiner wahren, gegensatzfreien Natur, über die paradoxerweise überhaupt keine zutreffende positive Aussage möglich ist. Das Eine ist „unsagbar“ (árrhēton). Man kann nur feststellen, was es nicht ist, also Negationen aussagen, oder metaphorisch darüber reden und damit etwas andeuten, was sich nur unzulänglich ausdrücken lässt. Das Eine bleibt einem verstandesmäßigen, diskursiven Begreifen prinzipiell entzogen.
Da nach dieser Auffassung nur verneinende Aussagen über das Eine als wahr gelten können, wird ein solches Reden über die Gottheit als „negative Theologie“ bezeichnet. Proklos ist der erste Autor, der die Begriffe „Negation“ (apóphasis) und „Theologie“ verbindet. Er verwendet den Ausdruck trópos tēs aphairéseōs („Vorgehensweise des Entfernens“); die Bestimmungen müssen auf dem Weg zum Einen entfernt werden. Proklos empfiehlt, bei den Negationen zu bleiben und durch sie das erhabene Übermaß des Einen zu zeigen. Da das Eine jedem Gegensatz entzogen ist, ist es auch nicht als Zusammenfall der Gegensätze im Sinne des erst später entstandenen Konzepts der Coincidentia oppositorum zu begreifen.

#### DerNous
In der ontologischen Hierarchie des Neuplatonismus folgt auf das Eine unmittelbar der überindividuelle Nous (Geist, Intellekt) als zweithöchste Hypostase (Wirklichkeitsebene). Er geht aus dem undifferenzierten Einen hervor, er entströmt ihm, doch ohne dass die Quelle selbst davon betroffen ist und sich dabei irgendwie verändert. Ein solches – nicht wörtlich, sondern metaphorisch zu verstehendes – „Entströmen“ nennt man in der philosophischen Fachsprache Emanation. Die Emanation wird im Neuplatonismus als Naturnotwendigkeit aufgefasst (im Gegensatz zu einem willkürlichen Schöpfungsakt). Diese Vorstellung gehört zu den Hauptmerkmalen der neuplatonischen Denkweise. Der „Hervorgang“ (próhodos) ist nicht als zeitlicher Vorgang im Sinne eines Daseinsbeginns zu einem bestimmten Zeitpunkt oder in einem bestimmten Zeitraum zu verstehen, denn der Nous existiert zeitunabhängig. Gemeint ist nur, dass der Nous seine Existenz dem Einen verdankt; es soll eine überzeitliche Kausalität ausgedrückt werden.
Während dem Einen keine Bestimmung zukommt, also auch nicht das Sein, gehört der Nous bereits der Welt der Differenzierung und Vielheit an, deren obersten Bereich er bildet, und weist daher bestimmte Merkmale auf; insbesondere kann er als seiend bezeichnet werden. Im Neuplatonismus ist das Sein in Bezug auf ein Ding nicht einfach vorhanden oder nicht vorhanden, sondern es ist abgestuft: Es gibt ein Sein im vollen Sinne und ein eingeschränktes oder gemindertes, mehr oder weniger „uneigentliches“ oder schattenhaftes Sein. Nur dem Nous als oberstem Teil des Seinsbereichs kommt das Sein uneingeschränkt im vollen und eigentlichen Sinne zu.
Der Nous ist die Welt des reinen Denkens, das sich nicht auf sinnlich wahrnehmbare Einzelgegenstände richtet, sondern auf das ihnen zugrunde liegende Allgemeine, die vollkommenen Ideen. Für den Nous wäre es eine Minderung seiner Vollkommenheit, wenn er etwas dächte, was weniger vollkommen ist als er selbst. Somit kann er nichts anderes denken als sich selbst (das, was in ihm ist). Daher sind die Objekte des reinen Denkens ausschließlich die eigenen Inhalte des Nous in ihrer Gesamtheit. Daraus ergibt sich aus neuplatonischer Sicht, dass der Nous aus nichts anderem als der Gesamtheit der platonischen Ideen besteht und dass er der einzige ontologische Ort der Ideen ist. Diese Position formuliert Plotin in seinem berühmten Lehrsatz: Die Ideen existieren nur innerhalb des Nous. Damit markiert er einen wesentlichen Unterschied zwischen Mittel- und Neuplatonismus. Zwar gab es schon vor Plotin Ansätze zu einer Theorie von der Immanenz der Ideen im Geist, doch hat er als erster das Konzept der Identität der Ideen mit dem Nous konsequent vertreten und begründet, was bei seinen Zeitgenossen als Neuerung galt.
Im Unterschied zu Plotin wendet Proklos den Ansatz der negativen Theologie auch auf den Nous an. Er bestreitet, dass das diskursive Denken mit seinen positiven Aussagen den Nous angemessen erfassen und beschreiben kann. Daher hält er nicht nur hinsichtlich des Einen, sondern auch hinsichtlich des Nous ein schweigendes Betrachten für die überlegene Herangehensweise.

#### Die Weltseele
An den Nous schließt sich die dritte Hypostase an, der Bereich des Seelischen, der ebenfalls nicht sinnlich wahrnehmbar ist. Hier befindet sich die Weltseele, die den Kosmos belebt. Dies ist der unterste Bereich der rein geistigen Welt; unmittelbar darunter beginnt die Sinnenwelt. Wie der Nous aus dem Einen geht die Weltseele aus dem Nous durch Emanation hervor; sie ist eine Selbstentfaltung des Geistes nach außen. Auch hier ist das Hervorgehen nur als Metapher für ein ontologisches Abhängigkeitsverhältnis zu verstehen; es handelt sich nicht um eine Entstehung in der Zeit. Wie alles Geistige ist die Weltseele ungeschaffen und unvergänglich. Da sie an der Grenze zwischen der geistigen und der sinnlichen Welt steht, fällt ihr im Rahmen der Weltordnung eine Lenkungsfunktion für die unter ihr liegende Sphäre der materiellen, sinnlich wahrnehmbaren Dinge zu. Im Unterschied zu den einzelnen Seelen der Lebewesen, die in die materielle Welt hinabsteigen und sich dort mit Körpern so verbinden, dass sie dadurch dem Leid ausgesetzt sind, lenkt und beseelt die Weltseele ihren Körper (den sinnlich wahrnehmbaren Kosmos) souverän und ist daher leidfrei. Ihre Freiheit kann nicht beeinträchtigt werden. Sie wirkt auf den Weltkörper ein, erlebt aber keine Rückwirkung von ihm.

#### Die Zeit
Die Zeit führte Plotin auf die Hypostase des Seelischen zurück. Er ordnete sie der Seinsebene der Weltseele zu und argumentierte gegen die physikalische Zeitkonzeption des Aristoteles, der das Wesen der Zeit anhand ihrer Verbindung mit der Bewegung, deren Maß sie ist, bestimmte. Völlig anderer Ansicht als Plotin waren Iamblichos und Proklos, die der Zeit den Rang einer eigenen Hypostase verliehen und sie im Bereich des Nous, also oberhalb der Seelenebene, lokalisierten. Damit meinten sie eine primäre, geistige Zeit, die sie als Element der geistigen Welt von der physikalischen Zeit unterschieden. Diese geistige Zeit weist zwar Punkte auf, die eine Reihenfolge von „früher“ und „später“ markieren, doch im Gegensatz zur physikalischen Zeit „fließt“ sie nicht. Ein etwas anderes Konzept legte schließlich Damaskios vor. Er nahm eine „Gesamtzeit“ (sýmpas chrónos) an, eine simultan existierende Realität der gesamten Zeit als Basis der vom Menschen als Kontinuum wahrgenommenen physikalischen Zeit. Der physikalischen Zeit schrieb er eine diskontinuierliche Struktur zu. Er meinte, dass sie aus nicht unterteilbaren Quanten bestehe, da eine Aneinanderreihung von ausdehnungslosen Zeitpunkten keine Ausdehnung und somit keinen Zeitfluss ergäbe. Eine eigene, neuplatonisch geprägte Zeittheorie entwickelte schließlich auch Augustinus von Hippo im elften Buch der Confessiones.

#### Das Verhältnis der Hypostasen
Plotin war der Meinung, es gebe zwischen dem Einen, dem Nous und der Weltseele keine vermittelnden Instanzen, sondern der Übergang vom einen zum anderen sei als unmittelbar aufzufassen. Darin folgten ihm spätere Neuplatoniker nicht. Plotins einfaches Modell wurde im spätantiken Neuplatonismus durch Differenzierung und Untergliederung stark erweitert und es wurden zusätzliche vermittelnde Wesenheiten eingeführt; beispielsweise nahm Proklos „Henaden“ als vermittelnde Instanzen zwischen dem Einen und dem Nous an. Dabei blieb aber die dreigestufte Grundstruktur stets erhalten.
Iamblichos lehrte, dass sich die Wirkungen jeder Wirklichkeitsebene auf sämtliche unter ihr liegenden Bereiche erstrecken. Nach einer von Proklos aufgestellten Regel hingegen gilt: Je höher und damit machtvoller eine Wirklichkeitsebene ist, desto tiefer reichen ihre Wirkungen hinab. Beispielsweise wirkt das Seelische nur auf die Ebene der Lebewesen ein, während der Nous als höhere Hypostase auch das Unbelebte, dem er Form verleiht, zu gestalten vermag.

#### Materie und Körperwelt
Nach der neuplatonischen Lehre wird die materielle Welt der Sinnesobjekte von der geistigen Welt hervorgebracht und von der Weltseele und den übrigen Seelen belebt. An und für sich ist die Materie „nichts“, aristotelisch ausgedrückt reine Potenz, etwas nicht Verwirklichtes, nur als Möglichkeit Bestehendes. So gesehen ist sie als „Nichtseiendes“ dasjenige, was sich am stärksten von der geistigen Welt, dem Bereich der im eigentlichen Sinn seienden Dinge, unterscheidet. Damit ist sie das ontologisch Niedrigste und Unvollkommenste. Da sie nichts Eigenes aufweist, kann sie nur empfangen; ihr Merkmal ist die größte mögliche Passivität. Hinsichtlich ihrer reinen Passivität ähnelt diese Materie der „ersten Materie“ bei Aristoteles.
Da die Neuplatoniker alles Niedrigere auf ein Höheres zurückführten und die gesamte Wirklichkeit letztlich aus einem einzigen höchsten Prinzip ableiteten, ist ihre Philosophie strikt monistisch. Darin besteht ein Unterschied zum Mittelplatonismus, denn bei den Mittelplatonikern gab es auch eine dualistische Richtung, die in der Materie ein eigenständiges Prinzip sah, das nicht letztlich auf die Gottheit zurückgeführt werden kann, sondern ebenso ursprünglich ist wie diese. Im neuplatonischen Monismus ist auch das Dasein der Materie ein sinnvoller Bestandteil der einheitlichen Weltordnung, die in ihrer Gesamtheit von den Neuplatonikern bejaht wird. Die Materie ist die letzte notwendige Folgeerscheinung höherer Ursachen.
Plotin bezeichnet die Materie als schlecht. Er hält sie für das Schlechteste von allem und auch für die Ursache der Schwäche und Schlechtigkeit der einzelnen Seelen, die sich der Materie zuwenden und dadurch geschwächt werden. Dabei ist aber zu beachten, dass im monistischen Weltbild des Neuplatonismus dem Schlechten keine eigenständige Existenz zukommt, da Schlechtigkeit nur in der Abwesenheit des Guten besteht. Somit ist für Plotin die Materie nicht in dem Sinne schlecht, dass ihr „Schlechtigkeit“ als reale Eigenschaft zuzuordnen ist, sondern nur in dem Sinne, dass sie in der ontologischen Hierarchie am weitesten vom Guten entfernt ist.
Im späteren Neuplatonismus werden gegen Plotins Reduzierung allen Übels auf die Materie Einwände erhoben. Iamblichos hält die Materie nicht für schlecht, da sie immerhin in der Lage sei, etwas Gutes aufzunehmen. Auch Proklos und Simplikios lehnen es ab, die Materie als schlecht zu charakterisieren. Zwar fasst Proklos wie Plotin das Übel als bloßen Mangel an Gutem auf, doch führt er es nicht auf die Materie zurück, sondern betrachtet die Materie als neutral und nimmt eine Vielzahl von Ursachen des Schlechten an.

### Seelenlehre, Ethik und Erlösungsweg
In allen neuplatonischen Philosophenschulen fasste man den Unterricht nicht als bloße Wissensvermittlung auf, sondern es wurde von den Schülern eine Lebensweise nach philosophischen Grundsätzen erwartet. Das neuplatonische Philosophieren war stark auf die Lebenspraxis des Philosophen ausgerichtet. Erörtert wurde die ontologische Stellung des Menschen und seine Rolle und Aufgabe im Gesamtkosmos, in dem er zu beiden Bereichen, dem rein geistigen und dem sinnlich wahrnehmbaren, Zugang hat. Dabei ging es aber nicht um den Menschen als Kompositum aus Leib und Seele, sondern um ihn nur insoweit als er Seele ist, denn im Platonismus ist allein die Seele das wahrnehmende und handelnde Subjekt und der Träger aller Lebensfunktionen, der Körper ist nichts als ein Instrument, das der Seele zeitweise zur Verfügung steht. Alle philosophischen Bemühungen galten daher letztlich dem Schicksal der unsterblichen Seele und sollten vor allem ihre Zukunft nach dem Tod des Körpers günstig beeinflussen.
In der Seelenlehre vertrat Plotin ausnahmsweise eine Überzeugung, die er nicht auf Platon zurückführte, sondern für die er Originalität in Anspruch nahm: die Lehre, dass die Seele einen höchsten Teil aufweist, der sich bei ihrer Einkörperung nicht mit dem Körper verbindet, sondern immer in der geistigen Welt verbleibt. Diese Sonderlehre wurde von Iamblichos und den ihm folgenden späteren Neuplatonikern verworfen. Eines der Argumente des Iamblichos war, dass für den obersten Seelenteil keine ständige Gemeinschaft mit dem göttlichen Bereich angenommen werden könne, weil sonst alle Menschen unablässig glücklich wären. Auch Proklos griff Plotins Position an.
Diese Meinungsverschiedenheiten hatten weitreichende Konsequenzen. Zwar war den Neuplatonikern die Überzeugung gemeinsam, dass jede Seele aufgrund ihrer immateriellen Beschaffenheit in der geistigen Welt, der sie entstammt, beheimatet ist und daher dorthin zurückkehren soll; sie ist einst in die Körperwelt hinabgestiegen und möchte nun, wenn sie sich der Philosophie zuwendet, wieder aufsteigen. Unterschiedlich waren aber – je nach der jeweiligen Position in der Seelenlehre – die Wege, die zur Erreichung dieses Ziels eingeschlagen wurden.
Plotin lehrte, dass sich die Seele nicht in ihrer Gesamtheit, sondern nur teilweise an einen Körper binde. Sie bewahre nicht nur durch ihre Denkfähigkeit die Verbindung mit dem Nous, sondern ihr höchster Teil verbleibe immer in der geistigen Welt. Durch diesen höchsten Teil habe sie, auch wenn ihr verkörperter Teil Unheil erleidet, ständig Anteil an der ganzen Fülle der geistigen Welt. Von dieser Annahme ausgehend meinte Plotin, dass die philosophische Lebensweise als Weg zur Befreiung der Seele ausreiche. Wenn sie sich auf die geistige Welt ausrichte, steige sie dorthin auf. Erforderlich sei Pflege der Tugenden gemäß Platons Lehre und unablässige Ausrichtung der Aufmerksamkeit auf das Göttliche, das die Seele in sich selbst finden könne. Den Antrieb zu diesem Streben verschaffe der Seele ihre Sehnsucht nach dem Schönen, denn die Sehnsucht lenke sie zur Quelle der Schönheit, dem Nous. Um das metaphysische Schöne wahrnehmen zu können, müsse die Seele sich selbst schön und damit gottähnlich machen, indem sie sich reinige. Dies geschehe mittels der Tugend, denn die Tugendhaftigkeit sei Ausdruck des Trachtens nach dem Guten und die Annäherung an das Gute führe zugleich auch zum Schönen, da das „Licht“ des Guten die Quelle aller Schönheit sei. Ein göttliches Eingreifen von außen sei nicht erforderlich. Plotin und Porphyrios behaupteten sogar, ihnen sei auf diesem Weg eine Vereinigung (hénōsis) mit der formlosen Gottheit, dem Einen, zuteilgeworden.
Während Platon die bildenden Künste stark abwertete, da er in ihren Erzeugnissen bestenfalls mangelhafte Abbilder sah, gelangte Plotin in seiner Metaphysik des Schönen zu einer positiveren Einschätzung. Dabei kam es ihm auf die wichtige Rolle des ästhetischen Antriebs beim Aufstieg der Seele an. Er meinte, sichtbare Schönheit sei eine Manifestation des Göttlichen in der Sinnenwelt und darum für die Menschen attraktiv. Schönheit sei in Kunstwerken vermittelbar und daher könne Kunst einen wesentlichen Beitrag zum Aufstieg der Seele leisten. Der Künstler ahme nicht bloß Naturdinge nach, sondern schaffe seine Werke auf der Grundlage seines Zugangs zur Welt der geistigen Urbilder. Das Medium des Schönen ist im Neuplatonismus das Licht als Prinzip der Sichtbarkeit; ein Bild kann durch seine Lichtnatur die geistige Quelle der Schönheit repräsentieren und dem Betrachter vergegenwärtigen und ihn so auf die Urbilder hinweisen (Lichtmetaphysik).
Da Iamblichos und die ihm folgenden spätantiken Neuplatoniker die Lehre vom ständigen Aufenthalt eines Seelenteils in der geistigen Welt ablehnten, nahmen sie nicht wie Plotin an, dass ein Philosoph ausschließlich durch seine eigenen Bemühungen den angestrebten Aufstieg der Seele herbeiführen kann. Sie meinten, die in ihrer Gesamtheit an die Körperwelt gebundene Seele bedürfe der Hilfe durch eine äußere göttliche Macht, ohne die sie nicht erlöst werden könne. Daher verbanden sie rituelle und theurgische Praktiken mit dem philosophischen Studium.
Alle Neuplatoniker folgten der platonischen Seelenwanderungslehre, aber in der Frage, ob menschliche Seelen auch in Tierleiber eingehen, waren sie unterschiedlicher Meinung. Nach Plotins Lehre gibt es keinen Wesensunterschied zwischen menschlichen und tierischen Seelen, sondern jede Seele kann prinzipiell einen menschlichen ebenso wie auch einen tierischen oder sogar pflanzlichen Körper bewohnen. Für Iamblichos und Proklos hingegen kommt nur ein menschlicher Körper als Aufenthaltsort einer menschlichen Seele in Betracht.

### Logik
Die Logik war als philosophische Disziplin von Aristoteles begründet worden, daher bedeutete Betätigung auf diesem Gebiet stets eine Auseinandersetzung mit dem logischen Werk dieses Denkers. Aus platonischer Sicht war schon in der Zeit des Mittelplatonismus Kritik an der Kategorienlehre des Aristoteles geübt worden. Der Mittelplatoniker Klaudios Nikostratos hatte bemängelt, dass die Kategorienlehre nicht zwischen geistigen Dingen und Sinnesobjekten unterscheidet und die Besonderheiten der geistigen Welt nicht berücksichtigt. Diesen Gesichtspunkt machte auch Plotin geltend. Er argumentierte, das aristotelische System biete keine universal gültige Einteilung des Seienden, denn es diene nur der Beschreibung der sinnlich wahrnehmbaren Welt. Auf die weitaus wichtigere geistige Welt sei das aristotelische Schema der zehn Kategorien nicht anwendbar. Die Kategorie Ousia (Substanz, wörtlich „Seiendheit“) könne wegen der prinzipiellen Verschiedenheit der geistigen und der physischen Seinsweise nicht beide umfassen. Es fehle eine Definition dieser Kategorie, die ein besonderes Merkmal des Seins angibt, das bei allen Arten von Sein gleichermaßen vorliegt. Die Kategorie der Relation sei teils von den Ideen hervorgebracht, teils erst mit dem menschlichen Denken entstanden und daher für die Ideenwelt ungeeignet. Die Kategorien des Qualitativen, des Orts, der Lage, der Zeit, des Tuns, des Erleidens und des Habens seien für die geistige Welt unbrauchbar, da diesen Begriffen dort nichts entspreche. Außerdem seien die zehn Kategorien des Aristoteles bloße Aussageweisen und nicht die höchsten Gattungen des Seienden. Damit wendet sich Plotin gegen die Überzeugung des Aristoteles, dass das Sein in den verschiedenen Formen der Aussage selbst erscheint. Er betont den Unterschied zwischen dem Sein und dessen diskursivem Ausdruck.
Aufgrund dieser Kritik verwirft Plotin das aristotelische Schema der zehn Kategorien. Er ersetzt es für die geistige Welt durch ein neues mit fünf Kategorien: Seiendheit (ousía), Bewegung (kínēsis), Veränderungslosigkeit (stásis), Identität und Verschiedenheit. Die Bewegung hält er für eine Notwendigkeit in der geistigen Welt, da sie ein Wesensmerkmal des Lebendigen und für das Denken erforderlich sei – das Seiende sei „nichts Totes“. Auch für die Sinnenwelt lehnt Plotin das aristotelische Kategorienschema ab, dort führt er ein neues System mit fünf Kategorien ein: Seiendheit im uneigentlichen Sinn (wobei „Werden“ eine angemessenere Bezeichnung wäre), Quantität, Qualität, Relation und Bewegung. Von Seiendheit könne man hier im eigentlichen Sinne nicht sprechen, da das physisch „Seiende“ nur eine variable Verbindung von Materie und Gestalt (Qualitäten) sei. Ort und Zeit seien der Relation zuzurechnen, die Lage gehöre zum Ort. Tun und Erleiden seien keine eigenen Kategorien, sondern nur Spezialfälle von Veränderung und damit zur Kategorie Bewegung gehörig. Die Kategorie Haben erübrige sich.
Porphyrios übernahm jedoch Plotins Ablehnung der aristotelischen Logik nicht, sondern war überzeugt, dass dieser Teil der Lehre des Aristoteles mit dem Platonismus vereinbar sei. Seine Entscheidung, die Kategorienlehre des Aristoteles zu akzeptieren, war außerordentlich folgenreich, denn diese Weichenstellung bewirkte, dass im gesamten spätantiken Neuplatonismus Aristoteles als maßgebliche Autorität auf dem Gebiet der Logik anerkannt wurde. Die Isagoge des Porphyrios, eine Einführung in die aristotelische Logik, wurde zum Lehrbuch im philosophischen Anfängerunterricht. Am Anfang des 6. Jahrhunderts stellte Boethius fest, seit der Zeit des Porphyrios habe jeder, der Logik erlernen wollte, mit diesem Buch begonnen.

### Politische Philosophie
Die politische Philosophie fand bei den Neuplatonikern relativ wenig Beachtung, doch hielten sie an dem Anspruch fest, auch diesen Teil des platonischen Erbes zu bewahren. Plotin fasste den Plan der Neubesiedlung einer verlassenen Stadt in Kampanien. Sie sollte nach den von Platon entworfenen Gesetzen regiert werden und Platonopolis heißen. Dort wollte er mit seinen Schülern leben. Das Vorhaben scheiterte an mangelnder Unterstützung am Kaiserhof.
Im 4. Jahrhundert wandte sich Themistios gegen die in Neuplatonikerkreisen verbreitete politische Zurückhaltung und trat nachdrücklich für eine aktive politische Rolle des Philosophen ein. Er betrachtete den Herrscher als Vertreter der Gottheit, der sich dieser Rolle würdig erweisen soll, indem er philosophische Lehren in der Regierungspraxis umsetzt. Dem Kaiser obliege – womit Themistios eine berühmte Forderung Platons aufgreift – die Aufgabe der Angleichung an Gott, soweit dies möglich ist. Damit werde seine Regierung zum Abbild der kosmischen Herrschaft Gottes. Diesem Ziel nähere er sich durch seine Tugenden, unter denen Themistios die Philanthropie als herausragende Herrschertugend hervorhebt.
Die spätantiken Neuplatoniker befassten sich mit den staatsphilosophischen Dialogen Platons meist nicht aus Interesse an politischen Fragen, sondern unter dem Gesichtspunkt der philosophischen Grundlagen der Staatstheorie. Theodoros von Asine und Proklos verteidigten Platons umstrittene Forderung einer weitgehenden Gleichstellung von Männern und Frauen im Staat und sein Konzept der Qualifikation von Frauen für Führungsaufgaben.
Noch im 6. Jahrhundert setzte sich im Oströmischen Reich der unbekannte neuplatonische Autor eines nur fragmentarisch und anonym überlieferten Dialogs über die Staatskunst mit der Frage nach der besten Verfassung auseinander. Dabei ging er von den einschlägigen Konzepten Platons und Ciceros aus und wandte sie auf die Verhältnisse seiner Zeit an. Er thematisierte vor allem die zentrale Rolle des Kaisers und erörterte die verfassungsmäßige Ordnung und Verwaltungsfragen. Den Ausgangspunkt bildete wie schon bei Themistios der platonische Gedanke der Nachahmung des göttlichen Vorbilds.

## Verhältnis zu anderen philosophischen Lehren
Bei den Neuplatonikern galten die Lehren Platons als schlechthin wahr, nur die Interpretation einzelner Aussagen in seinen Werken war strittig. Diese Festlegung hinderte die neuplatonischen Denker aber nicht daran, aus fremden philosophischen und religiösen Traditionen Gedanken zu übernehmen, die nach ihrer Ansicht mit den Grundlinien des Platonismus vereinbar waren. Insbesondere betrachteten sie Aristoteles als einen respektablen Schüler Platons, dessen Werke ein auch für Platoniker nützliches Wissen enthielten, das man sich anzueignen habe. Im spätantiken neuplatonischen Schulbetrieb gehörten Schriften des Aristoteles zum propädeutischen Lehrstoff. Jeder Schüler hatte erst die Lehrveranstaltungen über die Philosophie des Aristoteles zu besuchen, bevor er zu den Kursen für Fortgeschrittene zugelassen wurde, in denen Platons Dialoge behandelt wurden. Man studierte erst das Organon des Aristoteles (seine Schriften zur Logik), dann seine Ethik und politische Philosophie, anschließend ausgewählte naturphilosophische Schriften (Physik, Kosmologie) und zum Abschluss der propädeutischen Studien seine Metaphysik.
In hohem Ansehen stand bei den Neuplatonikern Pythagoras. Porphyrios und Iamblichos verfassten Lebensbeschreibungen dieses Vorsokratikers. Verbreitet war die Überzeugung, dass die pythagoreische Lehre mit dem Platonismus völlig übereinstimmt.
Die Neuplatoniker interessierten sich für die Weisheitslehren fremder Völker. Schon Plotin beabsichtigte vor seiner Übersiedlung nach Rom, sich mit der persischen und der indischen Philosophie vertraut zu machen. Zu diesem Zweck schloss er sich einem römischen Heer an, das gegen die Perser in den Krieg zog. Das Scheitern dieses Feldzugs machte jedoch den Plan des Philosophen zunichte. Ähnlichkeiten zwischen Plotins und der indischen Philosophie haben zu Vermutungen über einen historischen Zusammenhang geführt, doch finden Spekulationen über Beeinflussung des Neuplatonismus durch fernöstliche Lehren in den Quellen keine Stütze. In seinen Schriften befasste sich Plotin ausschließlich mit der griechischen Tradition. Erst mit seinem Schüler Porphyrios, der die Chaldäischen Orakel auslegte, begann die Einbeziehung von Texten aus fremden Kulturen in die neuplatonische Philosophie; mit Iamblichos, der auch hermetische Literatur heranzog, intensivierte sie sich.

## Rezeption

### Kirchenväter
Die Einstellung der Kirchenväter zum Platonismus war zwiespältig. Einerseits waren Philosophen wie der Mittelplatoniker Kelsos und der Neuplatoniker Porphyrios die literarischen Hauptgegner des Christentums, andererseits wirkte die für den Neuplatonismus charakteristische starke Betonung der Metaphysik und insbesondere der Einheit und Transzendenz der höchsten Gottheit auf manche christliche Theologen ansprechend. Das ausgeprägte Erlösungsbedürfnis war Neuplatonikern und Christen gemeinsam. Im 4. Jahrhundert trug der zum Christentum konvertierte Neuplatoniker Gaius Marius Victorinus, der Schriften Plotins ins Lateinische übersetzte, zur Annäherung bei. Zu den Benutzern seiner Plotin-Übersetzung gehörte der sehr einflussreiche Kirchenvater Augustinus († 430), der in seinen theologischen Werken intensiv auf neuplatonische Gedankengänge und Denkschemata zurückgriff. Beispielsweise übernahm er aus neuplatonischer Literatur die Antwort auf die Frage nach dem Ursprung des Bösen, welche lautet, dass jedes Übel nur ein Mangel oder Defekt ist; nur das Gute wird als seiend bestimmt, das Übel ist nichts als eine partielle Abwesenheit des Guten, eine in ihren Auswirkungen begrenzte Störung der guten Weltordnung. Augustinus meinte, die Platoniker stünden dem Christentum näher als alle anderen Philosophen, und nannte Porphyrios den „gelehrtesten der Philosophen“. Auch andere patristische Autoren empfingen von Plotin Anregungen. Eusebios von Caesarea verglich die drei neuplatonischen Prinzipien (Eines, Nous, Weltseele) mit den drei Personen der Trinität.
Die antiken Theologen bejahten den Grundsatz der absoluten Transzendenz des höchsten Prinzips und die daraus abgeleitete negative Theologie. Sie nutzten die Argumentationsweise der negativen Theologie insbesondere in der Auseinandersetzung mit anthropomorphen (das Göttliche vermenschlichenden) Vorstellungen ihrer paganen Umwelt. Die negative Theologie stellte die Kirchenväter aber auch vor Probleme, da die Bibel positive Aussagen über Gott enthält und ihm positive Eigenschaften zuschreibt. Nach dem Verständnis der antiken christlichen Großkirche umfasst Gott in sich sowohl das absolut transzendente Eine der Neuplatoniker als auch den Nous und ist mit dem Weltschöpfer (Demiurgen) identisch. Die für den paganen Neuplatonismus charakteristische ontologische Trennung der Hypostasen war daher aus christlicher Sicht nicht akzeptabel.
Das am ausführlichsten ausgearbeitete und am stärksten nachwirkende patristische Konzept der negativen Theologie ist dasjenige eines unbekannten spätantiken Autors, der sich Dionysios nannte und im Mittelalter mit Dionysios Areopagita, einem in der Apostelgeschichte erwähnten Schüler des Apostels Paulus, identifiziert wurde. Heute wird er als Pseudo-Dionysios Areopagita bezeichnet. Pseudo-Dionysios übernahm manche Begriffe und Gedanken von Proklos. Er ersetzte das neuplatonische Modell des stufenweisen Hervorgehens der Welt aus der ersten Ursache durch ein christliches Schöpfungsmodell, in welchem zwar ebenfalls eine hierarchische Stufenordnung besteht, aber die Gesamtheit des Geschaffenen unmittelbar auf den unergründlichen Schöpfer zurückgeht.
Pseudo-Dionysios erkennt die positiven Aussagen der Offenbarung als wahr an, bezieht sie aber nicht auf Gottes Wesen, sondern nur auf seine Wirkung. Da sie keine gültigen Aussagen über sein Wesen sind, müssen sie negiert werden. In diesem Sinne bezeichnet Pseudo-Dionysios Verneinungen als wahr, Bejahungen als unangemessen. Aber auch die Negationen erweisen sich als nicht wirklich zutreffend und müssen daher ebenfalls verneint werden. Dies bedeutet jedoch nicht eine Rückkehr zu positiven Aussagen, sondern eine Hinwendung zu „Über-Aussagen“ mit dem Präfix über- (griechisch hyper-, lateinisch super-), etwa „überseiend“ oder „übergut“. Letztlich sind aber auch die Über-Aussagen nur Hilfsmittel und nicht Tatsachenbehauptungen über das Wesen Gottes. Erst durch die letzte Negation, mit der man jede Art von Bestimmungen übersteigt, wird in der Annäherung an die göttliche Wirklichkeit der entscheidende Schritt getan: Die Namenlosigkeit wird mit dem „unaussprechlichen Namen“ identifiziert, welcher der Grund aller Namen und Benennungen ist und als solcher alle Namen vereinigt. Somit führt die Vollendung der Entleerung zur vollendeten Fülle, absolute Leere und absolute Fülle erweisen sich als identisch.
Nach der pseudo-dionysischen Theologie vollbringt die Seele durch den schrittweisen Vollzug der Negationen einen Aufstieg, der sie von der vertrauten Gedankenwelt abbringt und so zu Gott hinführt. Der nach Erkenntnis Strebende gelangt zur Einsicht in sein eigenes Nichtwissen und Nichterkennen; die negative Theologie führt ihn zur Wortlosigkeit und damit zum Schweigen. Seine Bemühungen, mittels der auf Sinneswahrnehmungen fußenden Vorstellungen und davon ausgehenden diskursiven Denkprozesse ans Ziel zu gelangen, sind gescheitert. Solches Scheitern erweist sich als Voraussetzung dafür, dass er eine authentische Beziehung zu Gott erlangt.

### Mittelalter

#### Lateinischsprachige Welt
Die Werke der griechisch schreibenden paganen Neuplatoniker blieben der lateinischsprachigen Gelehrtenwelt des Westens bis ins Spätmittelalter unbekannt. Neuplatonischer Einfluss machte sich aber in West- und Mitteleuropa auf verschiedenen indirekten Wegen geltend. Folgenreich war insbesondere die neuplatonische Prägung von Augustinus’ Theologie, denn Augustinus war im Mittelalter eine erstrangige Autorität. Ein wichtiger Vermittler neuplatonischer Ideen bzw. der neuplatonischen Ideenlehre war auch der spätantike Schriftsteller Macrobius Ambrosius Theodosius, dessen Kommentar zu Ciceros Somnium Scipionis im Hochmittelalter bei der Aufnahme neuplatonischen Gedankenguts eine Schlüsselrolle spielte, vor allem auf dem Gebiet der Kosmologie. Eine außerordentlich starke Nachwirkung erzielte im Mittelalter die um 525 entstandene Schrift Consolatio philosophiae („Der Trost der Philosophie“) des spätantiken christlichen Neuplatonikers Boethius. Außerdem waren schon ab dem 9. Jahrhundert die neuplatonisch geprägten Schriften des Pseudo-Dionysios in lateinischer Übersetzung aus dem Griechischen verbreitet. Sie standen in hohem Ansehen, da sie als Werke eines Apostelschülers galten. Intensiv rezipiert wurde im Mittelalter auch die auf einem neuplatonischen Weltbild basierende Schrift De nuptiis Philologiae et Mercurii des spätantiken römischen Gelehrten Martianus Capella, ein Lehrbuch der Sieben freien Künste.
Überdies zirkulierten viele neuplatonische Lehren unter dem Namen des Aristoteles, dem man sie irrtümlich zuschrieb. Besonders einflussreich war die im 12. Jahrhundert ins Lateinische übersetzte, hauptsächlich auf Proklos’ Grundlagen der Theologie fußende frühmittelalterliche arabische „Abhandlung über das reine Gute“, die den lateinischen Titel Liber de causis („Buch von den Ursachen“) erhielt. Dieses pseudo-aristotelische Werk wurde zu einem der wichtigsten philosophischen Lehrbücher der Scholastik und galt als die maßgebliche Darstellung von Aristoteles’ vermeintlicher Theologie, in der man eine Ergänzung seiner Metaphysik sah.
Ein bedeutender neuplatonisch orientierter Denker des Frühmittelalters war der irische Gelehrte Eriugena, der im 9. Jahrhundert im Westfrankenreich als theologischer und philosophischer Schriftsteller hervortrat. Als Übersetzer griechischen theologischen Schrifttums aus der Epoche der Kirchenväter, als Kommentator neuplatonisch beeinflusster spätantiker Werke (Enzyklopädie des Martianus Capella, Über die himmlische Hierarchie des Pseudo-Dionysios) und als Verfasser des theologischen, kosmologischen und anthropologischen Werks Periphyseon leistete er einen gewichtigen Beitrag zur Verbreitung neuplatonischen Gedankenguts im lateinischsprachigen Westen. Neuplatonisch war insbesondere seine Vorstellung eines stufenweisen Hervorgangs der Welt aus der Gottheit und einer daraus folgenden hierarchischen Ordnung von Hypostasen. Aus dem Neuplatonismus übernahm er auch das Konzept der Weltseele, die er als Prinzip aller Bewegung betrachtete, und die Lichtmetaphysik. Mehrere kirchliche Verurteilungen von Ansichten Eriugenas im 9. und im 13. Jahrhundert behinderten allerdings die Rezeption seiner Lehre.
Auch bei Anselm von Canterbury ist der Neuplatonismus greifbar. Besonders deutlich tritt der neuplatonische Einfluss im Denken Alberts des Großen († 1280) hervor. Albert, einer der berühmtesten spätmittelalterlichen Gelehrten, vermittelte seinerseits die neuplatonischen Anregungen seinen Schülern, unter denen vor allem Ulrich von Straßburg die platonischen Themen aufgriff.
Erst im 13. Jahrhundert wurden Schriften spätantiker paganer Neuplatoniker im Westen zugänglich. Der Gelehrte Wilhelm von Moerbeke († 1286) übersetzte einige Hauptwerke des Proklos, zwei Aristoteles-Kommentare des Simplikios und einen Aristoteles-Kommentar des Ammonios Hermeiou ins Lateinische. Das neu erschlossene neuplatonische Schrifttum, insbesondere das von Proklos stammende, stieß bei den spätmittelalterlichen Scholastikern auf großes Interesse. Zunächst wurde es von Thomas von Aquin ausgewertet, später setzte an der Kölner Ordenshochschule (Studium generale) der Dominikaner eine intensive Proklos-Rezeption ein. Der Dominikaner Dietrich von Freiberg († um 1318/1320), einer der führenden philosophischen Schriftsteller seiner Epoche, erhielt von Proklos und vom Liber de causis wesentliche Anregungen. An Dietrichs Überlegungen knüpfte sein neuplatonisch orientierter, stark von Pseudo-Dionysios beeinflusster Ordensbruder Berthold von Moosburg an, der einen umfangreichen Proklos-Kommentar verfasste.
Zu den neuplatonisch orientierten Denkern des Spätmittelalters gehörte auch Meister Eckhart. Im Rahmen seiner negativen Theologie, mit der er sich der Auffassung des Pseudo-Dionysios anschloss, äußerte er sich über die Gottheit (den überpersönlichen Aspekt der göttlichen Gesamtwirklichkeit, der dem Einen der Neuplatoniker entspricht). Er sprach der Gottheit nicht nur alle Eigenschaften (wie Güte oder Weisheit) ab, sondern wie schon die paganen antiken Neuplatoniker auch das Sein. Eckharts Gottheit ist überseiend und „weiselos“ (ohne Eigenschaften, durch die sie definiert werden könnte). Sie ist ein „grundloser Grund“ und eine „stille Wüste“, eine „einfaltige Stille“. Eckhart lehrte, dass die Ideen den sinnlich wahrnehmbaren Einzeldingen die Formen und damit die Existenz verleihen; die formlose Materie fasste er wie die Neuplatoniker als ontologisch nichtseiend auf. Auch das Übel oder Böse deutete er neuplatonisch als Minderung und teilweisen Verlust des Guten. Demnach existiert es nur durch seinen jeweiligen Bezug zu dem bestimmten Guten, das es beeinträchtigt. Es kann das Gute mindern, aber niemals ganz auslöschen. Etwas durch und durch Übles oder absolut Böses kann es nach Eckharts Überzeugung nicht geben.
Im 15. Jahrhundert griff Nikolaus von Kues in seiner Metaphysik auf Gedanken des Proklos zurück. Dabei ging es vor allem um die Theorie der Einheit und ihres Verhältnisses zur Vielheit. Auch aus Schriften des Pseudo-Dionysios und Alberts des Großen bezog Nikolaus Gedankengut neuplatonischen Ursprungs.

#### Byzantinisches Reich
Im Byzantinischen Reich bemühte sich im 11. Jahrhundert Michael Psellos um eine Wiederbelebung der neuplatonischen Tradition. Psellos war ein guter Plotinkenner. Er und sein Schüler Johannes Italos beschäftigten sich auch mit der zuvor wenig beachteten Philosophie des Proklos. In der Folgezeit wurde Proklos von byzantinischen Gelehrten intensiv rezipiert. Dagegen wandte sich im 12. Jahrhundert der Bischof Nikolaos von Methone mit einer gegen die Theologie des Proklos gerichteten Schrift. Er versuchte die Unvereinbarkeit der neuplatonischen Theologie mit der christlichen (insbesondere der Trinitätslehre) nachzuweisen.
Im Spätmittelalter verfasste der aus kirchlicher Sicht argumentierende Gelehrte Nikephoros Choumnos eine Streitschrift gegen die Seelenlehre Plotins. Im 15. Jahrhundert vertrat der Gelehrte und Philosoph Georgios Gemistos Plethon, ein eifriger Anhänger des Platonismus, einige Lehren Plotins.

#### Arabischsprachiger Raum
In der islamischen Welt wurde neben einigen Dialogen Platons früh auch mittel- und neuplatonisches Schrifttum ins Arabische übersetzt, teils direkt aus dem Griechischen, teils über den Umweg des Syrischen. Hierzu gehören arabische Paraphrasen von Teilen der Enneaden Plotins, die auf ein im 9. Jahrhundert im Umkreis des Philosophen al-Kindī entstandenes, in seiner ursprünglichen Fassung nicht erhaltenes Werk zurückgehen. Auch Proklos’ Schrift Grundlagen der Theologie wurde ins Arabische übersetzt und interpretierend bearbeitet. Sie beeinflusste islamische Philosophen und Theologen und war die Hauptquelle der im 9. Jahrhundert entstandenen arabischen „Abhandlung über das reine Gute“ (Kalam fi mahd al-khair). Beliebt war eine in einer längeren und einer kürzeren Fassung verbreitete Abhandlung, die unter dem irreführenden Titel „Theologie des Aristoteles“ bekannt ist. Sie enthält weitschweifige Ausführungen, die großenteils Übersetzungen oder Paraphrasen aus den Büchern IV–VI der Enneaden sind, wobei jedoch Plotins Aussagen mit fremdem Material vermischt und teilweise verfälscht sind. Zahlreiche Gelehrte, darunter Avicenna (ibn Sīnā; † 1037), schrieben arabische Kommentare zur „Theologie“. Avicenna gehört mit al-Kindī und al-Fārābī († 950) zu den bekanntesten mittelalterlichen muslimischen Philosophen, die in der Metaphysik und Seelenlehre neuplatonische Konzepte übernahmen.

#### Jüdische Philosophie und Kabbala
Der Begründer der neuplatonischen Strömung in der mittelalterlichen jüdischen Philosophie war der aus Ägypten stammende, später in Kairouan im heutigen Tunesien lebende Denker Isaak ben Salomon Israeli († um 932). Sowohl seine Schöpfungslehre und Kosmologie als auch seine Anthropologie ist von neuplatonischem Einfluss geprägt. In seiner Weltentstehungslehre verbindet er die traditionelle jüdische Schöpfungsvorstellung mit der neuplatonischen Kosmogonie. Im Sinne der jüdischen Tradition nimmt er an, dass Gott eine Schöpfung „aus nichts“ vorgenommen habe (Creatio ex nihilo). Im Gegensatz zur konventionellen religiösen Lehre bezieht er jedoch die Idee einer Schöpfung aus dem Nichts nicht auf die Gesamtheit der Dinge, sondern nur auf die „erste Form“, die er vollkommene Weisheit und reinen Glanz nennt, und die erste (geistige) Materie. Dieses Werk Gottes setzt er mit der zweithöchsten Hypostase gleich. Der Intellekt ist die Frucht der Verbindung der ersten Form mit dem ersten Stoff. Aus dem Intellekt gehen alle übrigen Dinge in einem abgestuften Prozess hervor. Sie haben ihre Ursache somit nicht direkt, sondern nur mittelbar in Gott. Ein unmittelbarer Ausfluss des Intellekts ist die vernunftbegabte Weltseele. Sie weist bei Isaak die drei Teile auf, welche die aristotelische Seelenlehre der menschlichen Seele zuschreibt (Vernunftseele, sinnlich wahrnehmende und vegetative Seele). Diese Teile fasst Isaak als drei eigenständige Hypostasen auf.
In der Lehre vom Aufstieg der Seele folgt Isaak der Auffassung des Proklos. Der Aufstieg soll nicht wie bei Plotin eine Vereinigung mit dem Einen (Gott selbst) ermöglichen, sondern nur bis zum Bereich des Intellekts oder der Weisheit führen. Dieses Ziel kann die Seele nach Isaaks Ansicht schon während des irdischen Lebens erreichen.
Ein weiterer namhafter jüdischer Neuplatoniker war der im muslimischen Spanien (al-Andalus) lebende Philosoph und Dichter Solomon ibn Gabirol († um 1057). Sein philosophisches Hauptwerk Die Lebensquelle fand in lateinischer Übersetzung (Fons vitae) in der christlichen Welt viel Resonanz und trug zur Stärkung der neuplatonischen Strömung in der Philosophie der Scholastik bei. Ibn Gabirol übernimmt das neuplatonische Emanationskonzept. Die höchste Hypostase der Schöpfung ist unmittelbar aus Gott herausgeflossen bzw. nach jüdischer Vorstellung von ihm aus dem Nichts geschaffen. Die übrigen Hypostasen sind der jeweils nächsthöheren Stufe entsprungen und haben somit ihren Ursprung nur mittelbar in Gott. Je niedriger eine Hypostase in der Entstehungs- und Rangordnung ist, desto komplexer ist sie. Ibn Gabirol übernimmt auch das neuplatonische Konzept der Weltseele, die bei ihm wie bei den antiken Neuplatonikern aus dem universellen Intellekt hervorgegangen ist.
Zu den mittelalterlichen jüdischen Denkern, deren Ansichten einen relativ starken neuplatonischen Einfluss erkennen lassen, gehören auch Bachja ben Josef ibn Paquda, Abraham bar Chijja, Abraham ben Meir ibn Ezra und Josef ben Jakob ibn Zaddiq.
Noch stärker als bei den jüdischen Philosophen machte sich die neuplatonische Denkweise in der Kabbala bemerkbar, wo nicht nur die Präexistenz der Seele gelehrt wurde (die Seelen der noch nicht geborenen Menschen warten auf ihre Inkarnation), sondern auch die Seelenwanderung, die in kabbalistischem Schrifttum seit dem 12. Jahrhundert vorkommt. Der Kabbalist Azriel von Gerona († um 1238) identifizierte die Sefirot (Emanationen) der Kabbala mit neuplatonischen Hypostasen. Ein bekannter jüdischer Neuplatoniker des 13. Jahrhunderts war der in Toledo lebende Philosoph Isaak ben Abraham ibn Latif, der sich kritisch mit der Kabbalistik seiner Zeit auseinandersetzte.

### Frühe Neuzeit

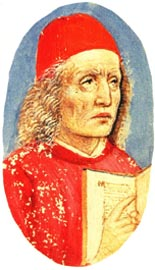
Marsilio Ficino in der Handschrift Florenz, Biblioteca Medicea Laurenziana, Plut. 82.15, fol. 1r (15. Jahrhundert)

In der Renaissance setzte gegen Ende des 15. Jahrhunderts eine intensive Plotin-Rezeption ein. Bahnbrechend war die Arbeit des humanistischen Platonikers Marsilio Ficino, der 1484–1486 Plotins Schriften ins Lateinische übersetzte und sie anschließend aus der Perspektive seines christlichen Neuplatonismus kommentierte. In seinem Hauptwerk, der 1482 veröffentlichten „Platonischen Theologie“, machte Ficino Plotins Lehre zum Grundstock seines ontologischen Systems. Seine Überzeugung, dass Plotin ein vorzüglicher Ausleger Platons sei, drückte er drastisch aus, indem er schrieb, dass Platons Urteil über Plotin so lauten würde wie die Worte Gottes bei der Verklärung des Herrn: „Dies ist mein geliebter Sohn, an dem ich überall Gefallen finde; auf ihn hört!“ (Mt 17,5 ). Einen inhaltlichen Unterschied zwischen den Lehren in Platons Werken, die nun im griechischen Originaltext und in lateinischer Übersetzung zugänglich waren, und der neuplatonischen Platondeutung sahen die Renaissance-Humanisten nicht. Plotin und Proklos galten als hervorragende Vertreter der platonischen Tradition.
1519 erschien in Rom eine lateinische Übersetzung der „Theologie des Aristoteles“, die fortan auch im Westen als authentisches Werk des Aristoteles galt. Dieser Irrtum führte dazu, dass man Aristoteles zu Unrecht eine neuplatonische Denkweise unterstellte. Zwar wurde seine Autorschaft schon im 16. Jahrhundert bestritten, unter anderem von Martin Luther und Petrus Ramus, doch erst 1812 konnte Thomas Taylor zeigen, dass die „Theologie“ auf Plotins Enneaden fußt.
Im 16. Jahrhundert schätzten christliche Philosophen und Dichter die neuplatonische Seelenlehre, die ihnen Argumente für die individuelle Unsterblichkeit der menschlichen Seele bot.
Resonanz fand der Neuplatonismus bei den englischen Philosophen Henry More († 1687) und Ralph Cudworth († 1688), die zu den Cambridger Platonikern gehörten. Diese Gruppe verfügte über eine gute Kenntnis von Plotins Lehre und sah in ihm einen getreuen Wahrer von Platons Erbe.
Im 18. Jahrhundert brachte man dem Neuplatonismus meist wenig Verständnis entgegen. Theologen sahen in der seit Ficino verbreiteten Verschmelzung von Christentum und plotinischer Philosophie eine Verfälschung der christlichen Botschaft, dem Zeitgeist der Aufklärung war das religiös-metaphysische Denken der antiken Neuplatoniker fremd. Im deutschen Sprachraum pflegten Philosophiehistoriker ihre Verachtung für den Neuplatonismus nicht zu verhehlen. Man hielt ihn für eine Missdeutung von Platons Lehre, die diese bis zur Unkenntlichkeit verunstaltet habe, und sprach abwertend von einer eklektischen (Elemente verschiedener Systeme kombinierenden) Richtung. Die anfangs unpräzis verwendete Bezeichnung „Neuplatonismus“ wurde erst im letzten Drittel des 18. Jahrhunderts gebräuchlich. Folgenreich war die scharfe Verurteilung der neuplatonischen Philosophie als Schwärmerei in Johann Jakob Bruckers Historia critica philosophiae (1742). Aufgeschlossenheit zeigte hingegen George Berkeley; er setzte sich mit Plotin auseinander und zitierte ihn häufig in seiner Schrift Siris.

### Moderne
Einen wichtigen Beitrag zur Popularisierung des Platonismus im englischen Sprachraum leistete der Schriftsteller und Übersetzer Thomas Taylor († 1835), der sich nachdrücklich zur platonischen Tradition bekannte und daher auch „Thomas Taylor der Platoniker“ genannt wurde. Seine englischen Übersetzungen von Texten der Neuplatoniker Plotin, Porphyrios, Iamblichos, Synesios und Proklos machten breitere gebildete Kreise mit dem Neuplatonismus näher bekannt.
In Deutschland setzte im späten 18. Jahrhundert vereinzelt ein neues Interesse am Neuplatonismus ein, das sich um die Jahrhundertwende intensivierte. Hegel betrachtete die Entstehung des Neuplatonismus als wichtige Zäsur in der Geistesgeschichte, vergleichbar dem Aufkommen des Platonismus und des Aristotelismus. Er sah im Neuplatonismus die Vollendung der gesamten antiken Philosophie. Die Metaphysik des Proklos hielt er für den abschließenden Höhepunkt des antiken Denkens. An ihr schätzte er besonders die Vermehrung der Hypostasen. Durch die Differenzierung der Hypostasenordnung habe Proklos den Neuplatonismus zu einem reich gegliederten und voll entfalteten System gemacht. Dabei handelt es sich nach Hegels Verständnis um ein System universaler Vermittlung, das die verschiedenen Seinsstufen kontinuierlich auseinander hervorgehen lässt und sie zugleich durch die vermittelnden Zwischenstufen und die Verbindungen der Stufen untereinander zur höchsten möglichen Einheit und Ganzheit führt. Das neuplatonische absolut transzendente Eine deutete Hegel zum reinen Sein um. Besonderes Gewicht legte er auf die von Proklos entwickelte Vorstellung einer triadischen (dreiheitlichen) Gestalt alles Seienden, insbesondere jeder Denkbewegung. Die drei Elemente sind bei Proklos das Verharren in der Einheit, der Hervorgang von etwas aus der Einheit und dessen Rückkehr in die Einheit; in Hegels Terminologie handelt es sich um die Dreieinigkeit des Allgemeinen, des Besonderen und des Einzelnen. Einen Mangel des Neuplatonismus sah Hegel darin, dass der Hervorgang der Wirklichkeit aus dem Übersein des Einen nicht erklärt wird, sondern unbegreiflich bleibt, da die negative Theologie einer Erklärung entgegensteht. In seinem eigenen System versuchte Hegel daher die negative Theologie zu überwinden und den Hervorgang der Wirklichkeit aus dem Absoluten als Notwendigkeit zu begreifen.
Bei Schelling ist eine besondere Nähe zu Plotins Denken erkennbar, was schon seinen Zeitgenossen auffiel. Die Spuren von Schellings Auseinandersetzung mit dem Neuplatonismus zeigen sich etwa in seiner Theorie von der Weltseele als Prinzip der Naturerklärung im Rahmen einer „höheren Physik“ und in seinem Verständnis des Absoluten als absolute Indifferenz, das heißt als bestimmungslose Einheit der Identität und Differenz. Arthur Schopenhauer tadelte Plotins Darstellungsweise; er billigte ihm zwar erhebliche philosophische Einsicht zu, war aber der Meinung, es handle sich nicht um eigene Erkenntnisse des Neuplatonikers, sondern um Weisheit orientalischen Ursprungs.
Bei der Einschätzung des Neuplatonismus in der altertumswissenschaftlichen Forschung dominierten im 19. und frühen 20. Jahrhundert kritische Stimmen, wobei Plotin zwar als bedeutender Philosoph gewürdigt wurde, aber die Urteile über die späteren Neuplatoniker überwiegend ungünstig ausfielen. So schrieb 1864 Heinrich von Stein: „Man hätte es der griechischen Philosophie gönnen mögen, dass sie mit Plotin geendigt hätte, etwa wie man es einem verwundeten Helden wünscht, auf dem Schlachtfelde selbst zu sterben, und nicht erst nach dem langen Elend eines kläglichen Krankenbetts. […] Aber ein solches Loos war dem Neuplatonismus nicht beschieden: er musste noch lange zucken und bluten, und in aller Knechtschaft des Aberglaubens und der Unwissenheit sich herumtreiben, bis es mit ihm ganz zu Ende ging.“ Johann Eduard Erdmann sah eine tiefe Kluft zwischen Platon und den Neuplatonikern. Ulrich von Wilamowitz-Moellendorff schätzte zwar Plotin und manche Werke spätantiker Neuplatoniker, zog aber die Bilanz, das neuplatonische Schrifttum sei überwiegend „ungenießbar“, es handle sich ab der Zeit des Iamblichos großenteils um windige Spekulation, „die sich unterfängt, die Wolken zu ballen, weil sie den festen Boden der Wissenschaft unter den Füßen verloren hat“.
Ein intensiv und kontrovers diskutiertes Thema der neueren Forschung ist die Frage nach Plotins Verhältnis zu den älteren Traditionen des Platonismus und nach dem Ausmaß seiner Eigenständigkeit. Hans Joachim Krämer betonte in seiner wegweisenden Untersuchung Der Ursprung der Geistmetaphysik (1964) die Übereinstimmungen zwischen Plotins Lehren und denen früherer Platoniker bis zurück in die Zeit der „Alten Akademie“. Hinsichtlich der früher oft abschätzig beurteilten Leistungen der späteren Neuplatoniker macht sich heute eine positivere Einschätzung geltend. Während Porphyrios in der älteren Forschung hauptsächlich als Erklärer und Verbreiter plotinischen Gedankenguts galt, wird seit der zweiten Hälfte des 20. Jahrhunderts seine Eigenständigkeit stärker herausgearbeitet und gewürdigt. Zu einer differenzierten und insgesamt positiven Würdigung der Philosophie des Proklos hat besonders Werner Beierwaltes beigetragen. Auch Iamblichos, dem früher die Rolle eines Verderbers der griechischen Rationalität und des Hauptschuldigen am Niedergang des Neuplatonismus zugewiesen wurde, wird seit dem späten 20. Jahrhundert unbefangener beurteilt.

## Ausgaben und Übersetzungen von Quellen
- Heinrich Dörrie, Matthias Baltes (Hrsg.): Der Platonismus in der Antike. Grundlagen – System – Entwicklung. Frommann-Holzboog, Stuttgart-Bad Cannstatt 1987ff. (griechische und lateinische Texte mit deutscher Übersetzung; bisher erschienen: Bände 1–7.1 und Indexband zu 1–4)
- Shmuel Sambursky, Shlomo Pines (Hrsg.): The Concept of Time in Late Neoplatonism. Texts with Translation, Introduction and Notes. The Israel Academy of Sciences and Humanities, Jerusalem 1971.
- Shmuel Sambursky (Hrsg.): The Concept of Place in Late Neoplatonism. Texts with Translation, Introduction and Notes. The Israel Academy of Sciences and Humanities, Jerusalem 1982, ISBN 965-208-049-7.